# The Genius (film 1914)
The Genius è un cortometraggio muto del 1914 diretto e interpretato da Dell Henderson.

## Produzione
Il film fu prodotto dalla Biograph Company e dalla Klaw & Erlanger.

## Distribuzione
Distribuito dalla General Film Company, il film - un cortometraggio in tre bobine - uscì nelle sale cinematografiche statunitensi il 31 ottobre 1914.
Copia della pellicola viene conservata negli archivi del Museum of Modern Art.